# Pululagua
Pululagua är en vulkan i Ecuador.   Den ligger i provinsen Pichincha, i den centrala delen av landet, 30 km norr om huvudstaden Quito. Toppen på Pululagua är 3 356 meter över havet, eller 520 meter över den omgivande terrängen. Bredden vid basen är 8,7 km.
Terrängen runt Pululagua är bergig norrut, men söderut är den kuperad. Runt Pululagua är det mycket tätbefolkat, med 1 361 invånare per kvadratkilometer. Trakten runt Pululagua består i huvudsak av gräsmarker.